# Tiff Needell
Timothy Richard "Tiff" Needell, född 29 oktober 1951 i Havant i England, är en brittisk racerförare.

## Racingkarriär
Needell körde ett par lopp i formel 1 för Ensign säsongen 1980. Han kvalificerade sig bara till sitt debutlopp i Belgien 1980, vilket han dock fick bryta på grund av motorfel. 
Needell medverkar numera i TV, tidigare i BBC:s program Top Gear och numera i Fives program Fifth Gear.

## F1-karriär
| Säsong | Stall/Tillverkare | Poäng | Placering |
| ------ | ----------------- | ----- | --------- |
| 1980   | Ensign-Ford       | 0     | –         |